# Jean Nouvel

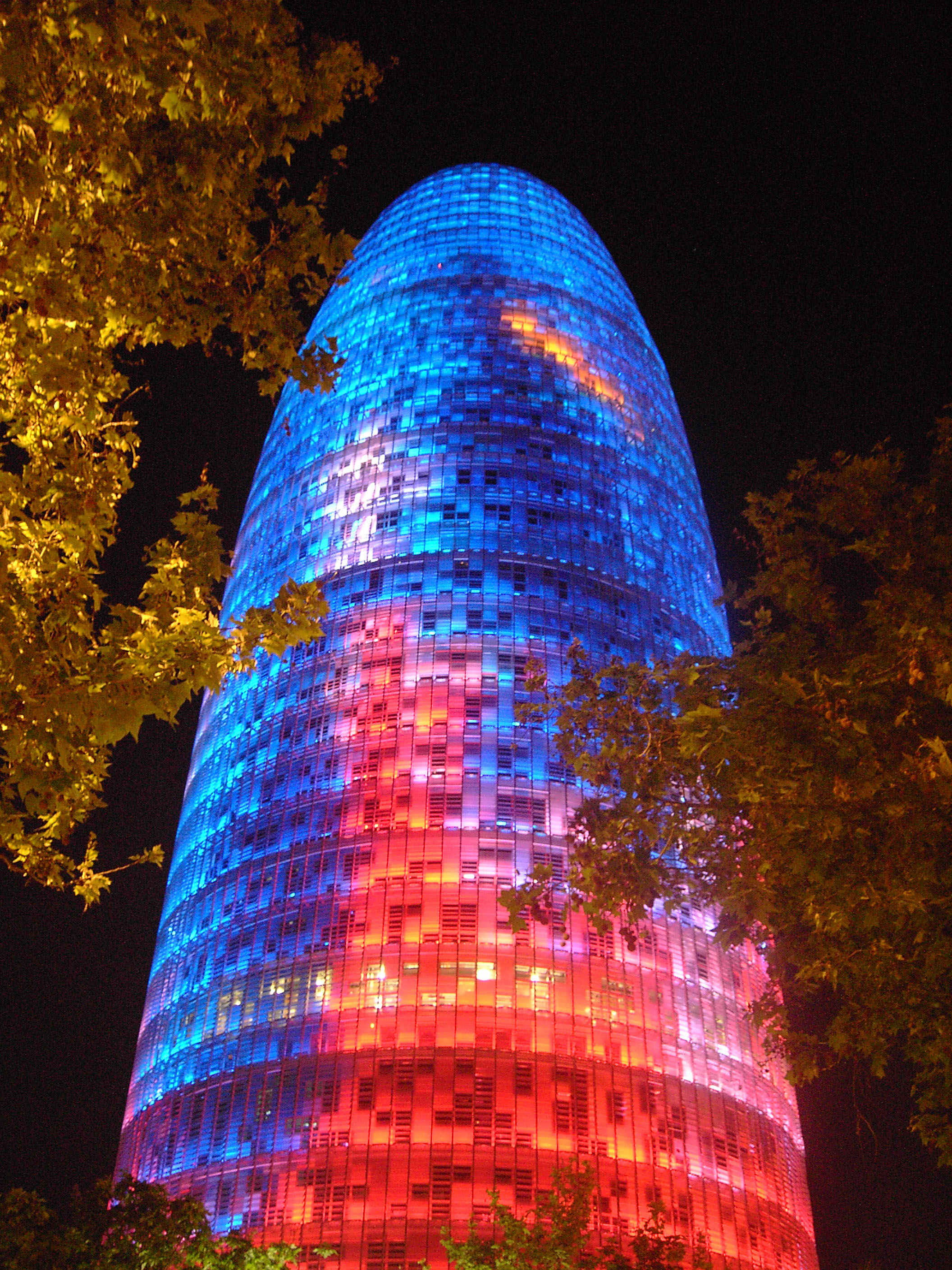
Được hoàn thành năm 2003, tòa nhà Torre Agbar ở Barcelona là một trong những tòa nhà nổi tiếng nhất do Nouvel thiết kế gần đây.

Jean Nouvel (sinh ngày 12 tháng 8 năm 1945) là một kiến trúc sư Pháp. Nouvel đã học tại École des Beaux-Arts (Trường Mỹ thuật) ở Paris và là một thành viên sáng lập của Mars 1976 và Syndicat de l'Architecture. Ông đã đạt nhiều danh hiệu có uy tín trong sự nghiệp kiến trúc sư của mình, bao gồm Giải Aga Khan cho Kiến trúc (về mặt kỹ thuậ, giải này được tặng cho Institut du Monde Arabe do Nouvel thiết kế), Giải Wolf trong Nghệ thuật năm 2005 và Giải Pritzker năm 2008. Trong sự nghiệp thiết kế kiến trúc của mình, ông đã để lại một số công trình bảo tàng và trung tâm kiến trúc có giá trị kiến trúc.

## Thời trẻ
Jean Nouvel sinh ngày 12 tháng 8 năm 1945 ở Fumel, Lot-et-Garonne. Ông đã học tại École des Beaux-Arts Bordeaux năm 1964 và năm 1966, ông đã nhập học École nationale supérieure des Beaux-Arts ở Paris. Từ năm 1967 đến năm 1970, Nouvel là trợ lý cho các kiến trúc sư Claude Parent và Paul Virilio. Ông đã nhận bằng năm 1972 và sớm trở thành kiến trúc sư của ấn bản thứ 7 Biennale de Paris. Ông đã sớm trở thành một người tham dự chính trong các tranh luận trí thức về kiến trúc ở Pháp: ông đã đồng sáng lập ra phong trào Mars 1976 năm 1976 và một năm sau là tổ chức Syndicat de l'Architecture. Nouvel là một trong những người tổ chức cuộc thi làm trẻ hóa quận Les Halles năm 1977 và ông đã tổ chức biennale kiến trúc Paris năm 1980. Năm 1981, Nouvel đoạt giải cuộc thi kiến trúc tòa nhà Institut du monde arabe và tòa nhà này đã được xây xong năm 1987.